# Próba sekretynowo-cholecystokininowa
Próba sekretynowo-cholecystokininowa (test sekretynowo-cholecystokininowy, próba sekretynowo-pankreozyminowa) – próba czynnościowa trzustki, będąca w zasadzie poszerzeniem próby sekretynowej o podanie cholecystokininy w dawce 1 jednostki na kilogram masy ciała – podczas gdy sekretyna wpływa głównie na objętość soku trzustkowego i wydzielanie wodorowęglanów to cholecystokinina zwiększa wydzielanie enzymów trzustkowych (amylazy, trypsyny). Stężenie enzymów w soku trzustkowym pozwala ocenić czynność trzustki.